# Кубок Волинської області з футболу 2009

## Учасники
У цьому розіграші Кубка взяли участь 4 команди:
| - «Будівельник» (Маневичі) - «Вотранс-ЛСТМ» (Луцьк) - «Прип'ять» (Любешів) - «Шахтар» (Нововолинськ) |

## Півфінали
Матчі 1/2 фіналу відбулися 11 і 15 жовтня 2009 року.
| Команда 1       | Команда 2      | Рахунок |
| --------------- | -------------- | ------- |
| «Вотранс-ЛСТМ»  | «Прип'ять»     | 3:0     |
| «Шахтар»        | «Будівельник»  | 1:1     |
| Матчі-відповіді |                |         |
| «Прип'ять»      | «Вотранс-ЛСТМ» | 2:3     |
| «Будівельник»   | «Шахтар»       | 2:2     |

## Фінал
| 25 жовтня 2009 |

| «Вотранс-ЛСТМ»                                  | 3:2 | «Шахтар»                              |
| ----------------------------------------------- | --- | ------------------------------------- |
| Куренов Олександр Махнюк Ігор Неделюк Олександр |     | Бортнічук Ігор Вознюк Вадим (автогол) |

| Любешів, стадіон «Колос» Арбітр: Володимир Журибіда (Луцьк) |

| Володар Кубка Волинської області 2010         |
| --------------------------------------------- |
| «Вотранс-ЛСТМ» (Луцьк) Друга перемога в Кубку |

## Підсумкова таблиця
| Етап     | Команда                  | I | В | Н | П | РМ  | О |
| -------- | ------------------------ | - | - | - | - | --- | - |
| Володар  | «Вотранс-ЛСТМ» (Луцьк)   | 3 | 3 | 0 | 0 | 9−4 | 6 |
| Фіналіст | «Шахтар» (Нововолинськ)  | 3 | 0 | 2 | 1 | 5−6 | 2 |
| Півфінал | «Будівельник» (Маневичі) | 2 | 0 | 2 | 0 | 3−3 | 2 |
| Півфінал | «Прип'ять» (Любешів)     | 2 | 0 | 0 | 2 | 2−6 | 0 |